# 小杉駅 (富山市)
小杉駅（こすぎえき）は、富山県富山市小杉にある、富山地方鉄道上滝線の駅である。駅番号はT64。

## 歴史
- 2002年（平成14年）12月17日：富山地方鉄道が北陸信越運輸局に新駅設置を申請[2]。
- 2003年（平成15年）3月25日：富山地方鉄道の駅として開業[1]。

## 駅構造
単式ホーム1面1線の地上駅である。ホーム下には駅員詰所があり、ホーム上には上屋と待合所がある。なお、係員の配置は平日の朝と夕方のラッシュ時に行われる。

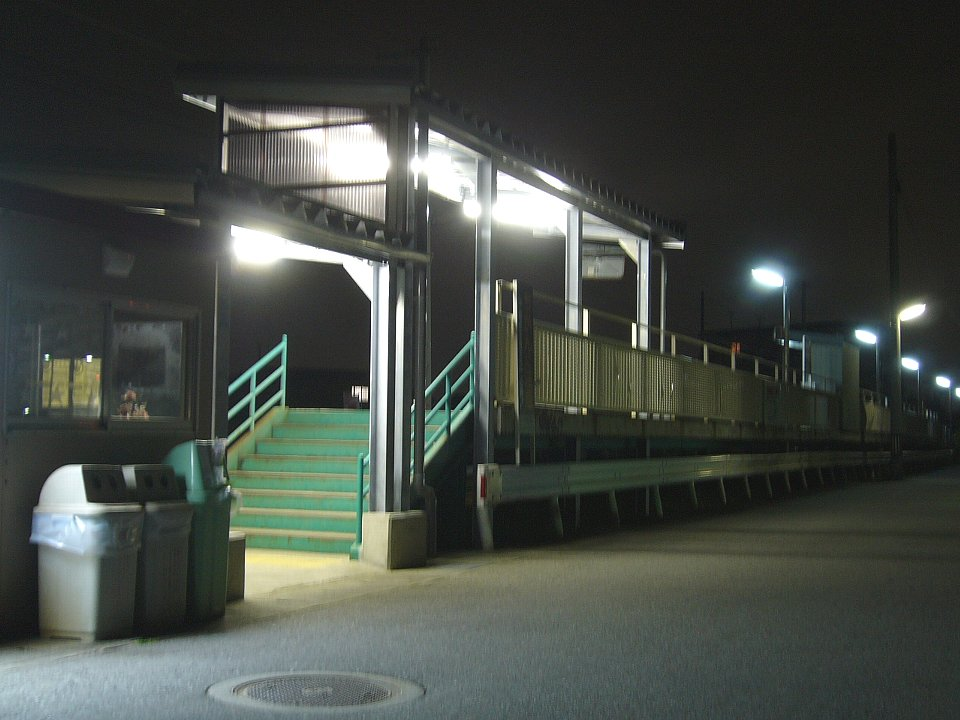
夜の小杉駅（2006年10月）

## 利用状況
「富山市統計書」によると、2019年度の1日平均乗車人員は193人である。平日は富山県立富山南高等学校の学生の通学でにぎわう。
駅開業後の1日平均乗車人員は以下の通り。
| 年度   | 1日平均 乗車人員 |
| ------ | ---------------- |
| 2003年 | 183              |
| 2004年 | 181              |
| 2005年 | 197              |
| 2006年 | 187              |
| 2007年 | 186              |
| 2008年 | 187              |
| 2009年 | 184              |
| 2010年 | 195              |
| 2011年 | 218              |
| 2012年 | 219              |
| 2013年 | 223              |
| 2014年 | 200              |
| 2015年 | 211              |
| 2016年 | 214              |
| 2017年 | 211              |
| 2018年 | 201              |
| 2019年 | 193              |
| 2020年 | 168              |
| 2021年 | 166              |
| 2022年 | 161              |

## 駅周辺
- 富山県立富山南高等学校 - 同校通学生の利用を見込んで設置された[2]。
- 県営住宅富山南団地
- 妙顕寺（日蓮正宗の寺院）

## その他
- 当駅は1958年（昭和33年）の朝菜町駅開設以来、45年ぶりの新駅であった[2]。
- 射水市にも小杉駅（あいの風とやま鉄道線）があるが、両駅間は約20 km（直線距離で約15 km）離れている。しかし、特段の関係性はない。

## 隣の駅
富山地方鉄道
■上滝線
上堀駅 (T63) - 小杉駅 (T64) - 布市駅 (T65)